# Pristimantis esmeraldas
Espèce
Synonymes
- Eleutherodactylus esmeraldas Guayasamin, 2004

Statut de conservation UICN

 LC  : Préoccupation mineure
Pristimantis esmeraldas est une espèce d'amphibiens de la famille des Craugastoridae.

## Répartition
Cette espèce est endémique de la province d'Esmeraldas en Équateur. Elle se rencontre vers San Miguel entre 225 et 275 m d'altitude.

## Étymologie
Son nom d'espèce lui a été donné en référence au lieu de sa découverte, la province d'Esmeraldas.

## Publication originale
- Guayasamin, 2004 : A new species of Eleutherodactylus (Anura: Leptodactylidae) from the northwestern lowlands of Ecuador. Herpetologica, vol. 60, no 1, p. 103-116 (texte intégral).